# John Livingstone Nevius

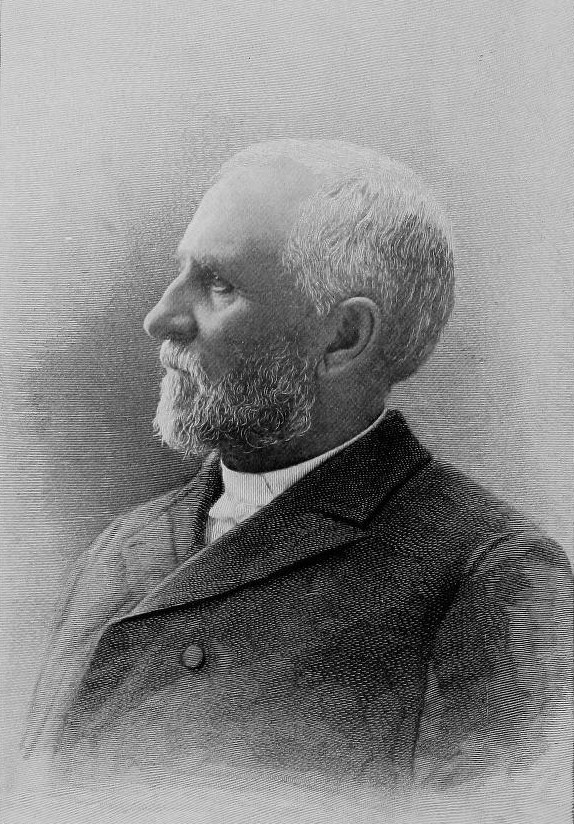
John Livingston Nevius

John Livingston Nevius (ur. 4 marca 1829 w Ovid, Seneca, Nowy Jork, zm. 19 października 1893 w Yantai) – amerykański misjonarz protestancki holenderskiego pochodzenia, delegat Amerykańskiej Misji Prezbiteriańskiej w Chinach. Autor licznych publikacji na temat chińskich religii, zwyczajów oraz życia społecznego.